# Mary Erskine School

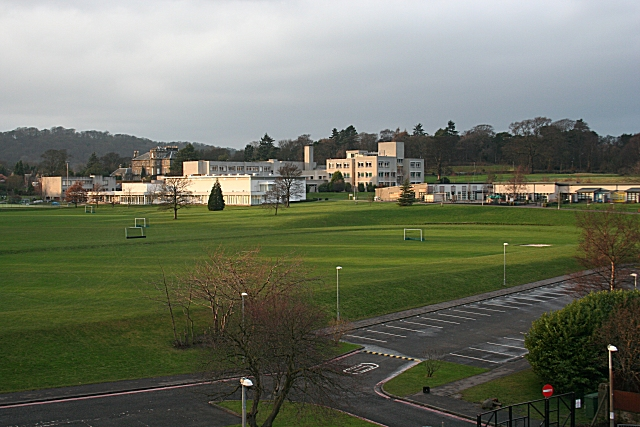
Mary Erskine School in Ravelston, Edinburgh

Die Mary Erskine School, auch Mary Erskine's oder MES, ist eine schottische Sekundarschule für Mädchen in Edinburgh, geführt als Privatschule mit etwa 750 Schülerinnen. Sie ist historisch die erste Mädchenschule im UK. Seit 1977 steht sie in gemeinsamer Trägerschaft mit der Jungenschule Stewart's Melville College (SMC), mit der sie koedukativ eine Kindertagesstätte und eine Juniorschule für Kinder im Alter von 3 bis 11 Jahren sowie die gymnasiale Oberstufe teilt. Nur 3 % der Schülerinnen besuchen das Internat. Träger ist die Merchant Company of Edinburgh (Kaufmannsgesellschaft). Die Schule erhielt 1994 die Schuluniform mit marineblauem und rotem Kilt, blauem Blazer, weißer Bluse und roter Krawatte.

## Sport, Musik und Theater
MES sticht im Hockey hervor mit über sechs Teams auf dem Seniorenniveau bis hoch auf die nationale Ebene.
Um 800 Kinder singen in Chören, um 300 spielen in Orchestern und Bands (auch Dudelsack und Jazz).

## Geschichte
Die Schule wurde 1694 von der durchsetzungsstarken Geschäftsfrau Mary Erskine für die Töchter der höheren Bürger von Edinburgh gegründet als Merchant Maiden Hospital (vergleiche Höhere Töchterschule). Die tragende Company of Merchants hatte ihren Sitz in der Merchants' Hall im Stadtteil Cowgate, Edinburgh, wo der erste Unterricht stattfand. 1870 wurde sie durch einen Parlamentsakt als Tagesschule wiederbegründet als Edinburgh Educational Institution For Girls, die bis zu 1200 Mädchen aufnahm. 1871 zog sie in die Queen Street und trug den inoffiziellen Namen Queen Street School. Den gegenwärtigen Namen The Mary Erskine School erhielt sie 1944. 1966 zog sie in den Stadtteil Ravelston.

## Bekannte Schülerinnen
- Freya Mavor (* 1993) – Schauspielerin
- Chloe Pirrie (* 1987) – Schauspielerin
- Maria Gordon DBE (1864–1939) – Geologin und Feministin, erste Frau mit Geologiepromotion an der London University und naturwissenschaftlicher Promotion (1900) an der Universität München
- Sheila Scott Macintyre (1910–1960) – Mathematikerin
- Annie Hutton Numbers (1897–1988) – Mathematikerin und Chemikerin
- Isabel Emslie Hutton CBE (1887–1960) – Ärztin
- Shauna Mullin (* 1984) – Volleyballspielerin, 2012 Olympiateilnehmerin, Beachvolleyball
- Janice Rankin (* 1972) – Olympiasiegerin im Curling 2002
- Lynsey Sharp (* 1990) – Leichtathletin – 2012 Europameisterin 800 m
- Elaine Murray (* 1954) – Abgeordnete im schottischen Parlament

## Einzelbelege
1. ↑  The Mary Erskine School, Edinburgh. In: www.goodschoolsguide.co.uk. Abgerufen am 22. Januar 2022 (britisches Englisch).
2. ↑  The Schools. 17. Juni 2016, abgerufen am 22. Januar 2022 (englisch).
3. ↑  Our Heritage. In: www.esms.org.uk. 7. November 2019, abgerufen am 22. Januar 2022 (englisch).
4. ↑  Music and Drama. In: www.esms.org.uk. 21. Juni 2016, abgerufen am 22. Januar 2022 (englisch).
5. ↑  Our History. In: www.esms.org.uk. 21. Juni 2016, abgerufen am 22. Januar 2022 (englisch).

Koordinaten: 55° 57′ 10″ N, 3° 15′ 15″ W